# Petergan
Petergan (perz. پطرگان, također i Patargan ili Pitargan) je sezonsko slano jezero smješteno zapadnim dijelom u Južnom Horasanu u Iranu odnosno istočnim dijelom u pokrajini Herat u Afganistanu. Jezero ima površinu od približno 600 km², dubinu do 1,0 m i zapremninu do 300 milijuna m³, no navedene vrijednosti javljaju se isključivo tijekom vlažnih godišnjih doba. Vodom se napaja prvenstveno pomoću pritoka dok je količina padalina zanemariva. Prosječna nadmorska visina površine jezera jest 626 m.

## Zemljopis
Petergan se nalazi na središtu Iranske visoravni i u širem orografskom smislu predstavlja geološku depresiju uklještenu između Istočnoiranskog gorja na zapadu odnosno krajnjih ogranaka afganistanskog gorja Kuha-je Sijah na istoku. Depresija u cjelini obuhvaća i Namakzar smješten sjeverno na 30 m nižoj nadmorskoj visini, iako je fizički odvojen planinama Huma-Kuh (1170 m) i Šekaste-je Čah-Tam (729 m). Između dvaju jezera nalazi se i Dak-e Hamun, jezerce površine svega 1,5 km². Navedeno područje dijeli slične geološke i stratigrafske karakteristike s pustinjom Dašt-e Lut i profilno se sastoji od stabilne paleozojske platforme prekrivene gustim mezozojskim sedimentima odnosno holocenskim aluvijem. Jezero je trapezastog oblika i proteže se u smjeru istok-zapad duljinom od približno 30 km, dok mu širina iznosi do 25 km. Na sjeveroistočnom dijelu nalazi se i manji ljevkasti odvojak koji se djelomično proteže i Afganistanom. Litoralni pojas prema svim stranama izrazito je blagog nagiba i kreće se od 0,1 ‒ 1,0 %, dok su strmine ograničene na manja izolirana područja uz podnožja planina Šekaste-je Čah-Tam (729 m) i Katarpul (690 m) na sjeveru odnosno Kuh-e Marzangi (638 m) na istoku.
U geopolitičkom smislu Namakzar je u potpunosti pripadao Iranu sve do 18. stoljeća kada se zbog političkog rasula prouzrokovanog padom safavidske dinastije našao u pojasu između kadžarskog Irana i duranijske monarhije, temelja suvremenog Afganistana. Granično područje je dugo vremena bilo nenaseljeno i od male gospodarske važnosti za obje zemlje, a potreba za preciznim definiranjem državne granice pojavila se tek u lipnju 1928. godine. Temeljem 10. članka sporazuma iz 1921. godine, dvije su države 8. ožujka 1934. sazvale nezavisnu arbitražu izabravši pritom za posrednika Tursku, državu s kojom su održavali dobre bilateralne odnose. Arbitražna komisija na čelu s turskim generalom Fahredinom Altajem do 15. svibnja 1935. iscrtala je više od 400 km granica između Haštadana i Sistana, a sam Petergan velikim je dijelom pripao Iranu izuzevši krajnji sjeveroistok uz ušće rijeke Tah-e Gardane. Obala s užom okolicom i danas je od male gospodarske važnosti i vrlo je slabo naseljena, a ruralne zajednice uključuju Parvizabad, Masumabad i Čah-e Zard na zapadu i Čah-e Amik i Šamsabad na jugu. Uz sjevernu i istočnu obalu prolazi cesta 99 koja se duljinom od 6,5 km proteže i samim jezerom, a njeni ograđeni nasipi sijeku jezero na dva dijela. Cestom se prvenstveno služe iranska granična policija i oružane snage, no koristi se i za međunarodni promet s obzirom na to da je granični prijelaz kod Jazdana nadovezuje na Afganistan.

## Hidrologija
Petergan se hidrološki i hidrogeološki tradicionalno klasificira pod tzv. Sistanski slijev, jedan od osam unutrašnjih sljevova Iranske visoravni s Hamun-e Helmandom u žarištu, no jezero zapravo predstavlja orografski odvojen slijev više nadmorske visine isto kao u odnosu na sjeverni Namakzar ili južni Dag-e Tondi. Razvodnice ovog jedinstvenog slijeva određene su vrhovima Istočnoiranskog gorja koje ga dijeli od slijeva Dašt-e Luta prema zapadu, dok ga niz brežuljaka i ravni odvajaju od Namakzara na sjeveru, porječja Harut-Ruda na istoku i Dag-e Tondija na jugu. Petergan se vodom snabdijeva prvenstveno pomoću sjevernih pritoka ‒ Kal-e Šah-Rahta (Iran) i Tah-e Gardane s pritokom Kadž-Rudom (Afganistan). Ostali pritoci uglavnom su sezonskog karaktera i uključuju Rud-e Ahangaran, Rud-e Erdž i Rud-e Dardž na zapadu, Gaz-Rud, Rud-e Čhaiga, Rud-e Galu i Rud-e Češme-Bid, te Tah-e Hovzak na istoku. Zbog vrlo blage konfiguracije terena, unutrašnje delte bez oticanja rasprostranjen su fenomen diljem depresije. Područjem oko jezera prevladava vruća pustinjska klima (BWh) s vrlo malom količinom padalina.

## Flora i fauna
Flora Petergana uvjetovana je klimom i visokim stupnjem saliniteta, a uključuje razne sukulente i halofite karakteristične za pustinjske i polupustinjske predjele. Iako su faunu ovih prostora istraživali još A. Keyserling kasnih 1850-ih odnosno W. T. Blanford ranih 1870-ih godina, ona je do danas relativno slabo istražena zbog zemljopisne izoliranosti s iranske odnosno višedesetljetne nestabilne političke situacije na afganistanske strane. Općenito, fauna Petergana podudara se s onom u Dašt-e Lutu, Dašt-e Kaviru i Sistanu, a uključuje ptice selice, gmazove i ograničen uzorak sisavaca. Endemična vrsta kukaca na ovim prostorima je Saxetania decumana.

## Poveznice
- Zemljopis Irana
- Popis iranskih jezera
- Zemljopis Afganistana